# Пегги (спутник)
Пегги — вероятный естественный спутник Сатурна.
28 марта 2014 года в журнале «Icarus» вышла статья английского астрофизика Карла Мюррея, описывающая наблюдения за объектом на границе кольца А, который может оказаться новым спутником планеты в процессе формирования. Поскольку камеры АМС «Кассини» на таком расстоянии имеют разрешение порядка 10 км, а сам спутник по оценкам в 10 раз меньше, обнаружить его удалось только по гравитационным возмущениям, которые он вызывает. Пока неизвестно, как долго просуществует новое космическое тело и как оно переживёт временное расширение кольца А в начале 2015 года. Ближайший проход АМС «Кассини» вблизи нового космического тела ожидается в конце 2016 года.
Пегги находится у внешнего края кольца A на расстоянии около 137 000 км от центра Сатурна.